# Chanay

Chanay este o comună în departamentul Ain din estul Franței.